# Antioch, Kalifornija
Antioch je grad u američkoj saveznoj državi Kaliforniji. Godine 2009. imao je 100.957 stanovnika.
Nalazi se u okrugu Contra Costa, udaljen 60-ak km istočno od San Francisca.
Jedan je od najstarijih gradova u Kaliforniji, osnovan 1850. u jeku "zlatne groznice". Osnovala su ga braća William i Joseph Smith. Nakon što je iste godine epidemija pokosila gotovo cjelokupno stanovništvo, naselje mijenja ime u Antioch, prema biblijskoj Antiohiji. Godine 1859. u obližnjim je brdima pronađen ugljen, koji je pogodovao brzom razvitku i industrijalizaciji naselja.

## Vanjske poveznice
- Službena stranica (engl.)

### Ostali projekti
|  | Zajednički poslužitelj ima još gradiva o temi Antioch, Kalifornija |